# Medycyna starożytna
Medycyna starożytna – zbiór kierunków medycznych uprawianych w starożytności na Wschodzie, w Grecji i w Rzymie. Od najdawniejszych czasów ludzie starali się zapobiegać chorobom, leczyć rany po polowaniach i bitwach. Historię początków medycyny greckiej możemy poznać dzięki Corpus Hippocrateum – kolekcji greckich rozpraw medycznych zebranych przez Hipokratesa, oraz dziełu O dawnej medycynie.
Początkiem uprawiania medycyny było powstrzymywanie się od szkodliwych pokarmów, które powodowały choroby. Na początku medycyna obracała się w sferze magii. Tym, kto uzdrawiał był kapłan lub szaman. Wraz ze wzrostem znaczenia świątyń, kapłani stali się pierwszymi "lekarzami".

## Medycyna w Mezopotamii
W Mezopotamii medycyna miała charakter sakralny – chorobom przypisywano nadnaturalne pochodzenie. Kapłani wykorzystywali swoją wiedzę do przeprowadzania prymitywnych operacji. Ich zabiegi były bardzo kosztowne, dlatego też niewielu obywateli decydowało się na leczenie. W Kodeksie Hammurabiego znajduje się ciekawy artykuł, traktujący o praktykach lekarskich: "Jeżeli lekarz wykona operację komuś nożem brązowym i go uleczy – należy zapłacić lekarzowi 10 sykli srebra. Jeżeli lekarz wykona operację komuś nożem brązowym i śmierć jego sprowadzi – należy ręce mu obciąć".

## Medycyna w starożytnym Egipcie
Medycyna rozwijała się w starożytnym Egipcie przez kilka tysięcy lat (od ok. 3200–3000 r. p.n.e. do ok. 305–30 p.n.e.). Miała częściowo charakter magiczno-religijny, a częściowo empiryczno-racjonalny. Wiedza medyczna spisywana była w księgach boga Thota (zob. egipskie papirusy medyczne). Lekarze-kapłani byli zobowiązani postępować zgodnie z tymi księgami – w przeciwnym razie byli karani. Bogiem lekarzy był Imhotep – architekt piramidy schodkowej faraona Dżesera. Miejscem, w którym leczono były świątynie (tam również szkolono lekarzy i prowadzono poszukiwania skutecznych terapii). Kapłani-lekarze cieszyli się dużym szacunkiem. Na dworze władcy dokonała się specjalizacja zawodowa lekarzy. Istniały takie specjalności jak „Strażnik oka króla” (zob. okulistyka) czy „Wielki opiekun królewskiego odbytu” (zob. proktologia, gastroenterologia). Znanym osiągnięciem Egipcjan było opracowanie metod zabezpieczania tkanek przed gniciem (zob. np. mumifikacja). Do odkrycia przyczyn tego procesu doszło dopiero w XIX wieku (zob. Pasteur, Semmelweis, Lister i in.). Dorobek starożytnej medycyny egipskiej był wykorzystywany przez lekarzy greckich i rzymskich.

## Medycyna w Grecji i w Rzymie

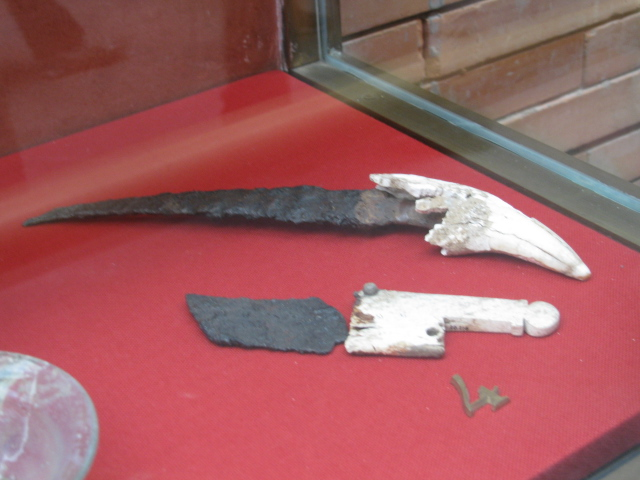
Noże chirurgiczne używane w starożytnym Rzymie

Miejscem, w którym medycyna rozwinęła swoje skrzydła była Grecja. Lekarze skupiali się wokół świątyń Asklepiosa. Był on synem Apolla i kobiety Koronis. Ciężarną matkę zabiła Artemida. Apollo wyjął z brzucha Koronis Asklepiosa i oddał go pod opiekę centaura Chirona. Lecznicze umiejętności Asklepiosa były tak duże, że wkrótce zabrakło zmarłych, którzy zapełniali zwykle podziemia Hadesu. Na wieść o tym Zeus uśmiercił półboga. Rozgniewany Apollo w zemście zabił kilku Zeusowych Tytanów. Bóg piorunów przywrócił do życia Asklepiosa, a ten założył ród kapłanów lekarzy. Dlatego też lekarzy w Grecji nazywano Asklepiadami – synami Asklepiosa. Świątynie Asklepiosa – Asklepiejony, były miejscami, do których przychodzili chorzy. Po złożeniu ofiary, obmywali swoje ciało i oddawali się pod opiekę kapłanów. Leczono snem, ziołami, przeprowadzana proste operacje. Usługi kapłanów były bezpłatne, jednak każdy wyleczony fundował dla świątyni tablicę wotywną.
Od V w. p.n.e. zaczęła rozwijać się medycyna świecka. Lekarzem mógł być każdy, kto uczył się filozofii, matematyki oraz odbył praktykę u innego lekarza. Anatomii uczono na świniach. Dokonywano też eksperymentów na zarodku kurzym. Odpowiednikiem dzisiejszej izby przyjęć były Jatreiony. Lekarze przeprowadzali również wizyty domowe. Wszyscy z rodu Asklepiadów leczyli bezpłatnie. W Sparcie, Likurg wprowadził zwyczaj zabierania lekarzy na wojnę.
Greckim lekarzem, którego imię jest dziś ogólnie znane – był Hipokrates z Kos. Nieznane są dokładne daty jego życia, wiemy jedynie, że żył w V w. p.n.e. Do jego największych osiągnięć, oprócz spisania historii medycyny, należy wprowadzenie reguły, która zakładała badanie pacjenta w całości, a nie jedynie chorego organu. Przysięga, zwana przysięgą Hipokratesa, nie jest bowiem jego autorstwa. Jej treść znana była już wcześniej w Egipcie.
Rozwój medycyny w III wieku dokonał się w Aleksandrii, głównie za sprawą biblioteki, w której znajdowało się wiele dzieł o tematyce medycznej. Pracowali nad nimi Herofilos i Erasistratos. Opierali oni swoją wiedzę głównie na doświadczeniu. Według Aulusa Corneliusa Celsusa, dokonywali oni eksperymentów na żywych więźniach dostarczanych im przez królów Egiptu. Praktyki te potwierdza również Tertulian. Przeprowadzanie doświadczeń na żywych ludziach nie było w starożytności ogólnie akceptowane. Medycy jednak uważali, że to jedyny sposób na poznanie funkcjonowania ludzkiego organizmu.
Medycyna w Rzymie nie była, tak jak w reszcie świata starożytnego, związana z rolą bogów. Od początków chorobom przypisywano naturalne pochodzenie. Jej rozwój zaczął się w II wieku, kiedy to z Grecji zaczęli napływać do Rzymu lekarze – m.in. Archegatos i Asklepiades z Bitynii. Z biegiem czasu lekarze uzyskiwali coraz więcej przywilejów. August zwolnił ich z podatków, Hadrian uwolnił ich od obowiązku służby wojskowej. Skrócenie czasu nauczania medycyny spowodowało spadek poziomu leczenia. Dlatego też Septymiusz Sewer wprowadził zakaz praktyk lekarskich bez państwowej zgody. Duży wkład w rozwój nauczania medycyny położył Aleksander Sewer, powołując specjalnych nauczycieli, mających kształcić młode pokolenia lekarzy.

### Główne kierunki medycyny starożytnej
Teoretycy (racjonaliści) to najstarszy i najważniejszy nurt medycyny greckiej; wyprowadzony już od Hipokratesa z Kos (ok. 460-367 przed Chr.). Przekonani byli, że można odkryć ukrytą przyczynę różnych zjawisk chorobowych, spotkanych w doświadczeniu, i że istotnym zadaniem sztuki medycznej jest odkrycie tej przyczyny. Hipokrates uważał, że przyczyną chorób jest zepsucie się temperamentu człowieka; o temperamencie decyduje szczególne wymieszanie (krazis) czterech podstawowych płynów w organizmie: krwi, śluzu, żółci i czarnej żółci. Inni lekarze utrzymywali, że przyczyny chorób należy szukać w jakości krwi, inni przyczynę widzieli w złym krążenie płynu zwanego pneumą.
Metodycy to kierunek zapoczątkowany przez Temisona z Laodycei, a rozwijany przez Tessalos z Tralles i Soranosa z Efezu. Zmienili oni podejście metodologiczne właściwe lekarzom-teoretykom przez zakwestionowanie charakterystycznej dla nich mentalności etiologicznej. Metodycy utrzymywali, że o ukrytych przyczynach chorób nie można ani niczego zaprzeczać, ani niczego twierdzić. Trzymali się zjawisk i usiłowali wydobyć z nich to, co mogło być korzystne dla chorego, dając się prowadzić samym przymusem doznań. Lekarze metodycy według Sekstusa Empiryka nie mają dogmatów i słowami posługują się z obojętnością, tzn. bez domniemań dogmatycznych.
Empirycy to kierunek zapoczątkowany przez Filinos z Kos, jego głównym inicjatorem był jednak Serapion z Aleksandrii. Kierunek ten najbardziej rozprzestrzenił się w okresie cesarstwa dzięki Menodotowi z Nikomedii. Empirycy zgadzali się z metodykami, ale odrzucali mentalność etiologiczną teoretyków. Doszli do stwierdzenia, że przyczyny chorób są niepoznawalne. W sposób uprzywilejowany traktowali zjawiska i doświadczenie. Lekarz empiryk miał uwzględniać także doświadczenia, które dotyczą szczególnych okoliczności i indywidualnych reakcji podmiotu (indiosynkrezja), i nigdy w żaden sposób nie powinien poświęcać szczegółu dla ogółu. Opierali swoją metodę na trzech krokach:
- Autopsja - w przypadku patologicznym lekarz rozpoczynał od osobistej i bezpośredniej obserwacji zjawisk;
- Historia - odszukanie, zgromadzenie i krytyczna obserwacja poczynionych przez innych lekarzy, głównym zadaniem było odróżnienie tego, co było owocem faktycznego doświadczenia od tego, co było wynikiem rozumowania;
- Epilogismos ("przejście od podobnego do podobnego") – chodzi o rozumowanie czy rozumny rachunek, który prowadzi od zjawisk do zjawisk i w żaden sposób nie wychodzi poza zjawiska.